# Dig Up Her Bones
Dig Up Her Bones (с англ. — «Выкопай её кости») — сингл группы The Misfits, вышедший в июле 1997 года. Эта песня является седьмым треком с альбома American Psycho и единственным синглом.
Текст «Dig Up Her Bones» был написан вокалистом группы Майклом Грэйвзом ещё в 1991 году и посвящён неразделённой любви и невозможности забыть о ней. Сингл вышел на радиостанциях и на виниловых пластинках. Пластинки были выпущены на голубом виниле и содержали дополнительную песню «Hate the Living, Love the Dead».
На обложке сингла изображён кадр из «Невесты Франкенштейна».

## Видео
В клипе на песню были показаны концертные выступления группы (снято 22 июня 1997 года в Провиденсе, Род-Айленд), Грэйвз, поющий на кладбище, и кадры из фильма «Невеста Франкенштейна» (с согласия родственников исполнителей главных ролей — Бориса Карлоффа и Эльзы Ланчестер). Видеоклип — первый официальный видеоклип The Misfits — дебютировал в программе MTV «120 Minutes».
Группа сделала пятьдесят видеоплёнок, предназначенных для друзей, и включавших это видео и клип «Abominable Dr. Phibes»/«American Psycho» — также один из немногих клипов The Misfits. Режиссёр обоих видео — Джон Кафиеро.

## Состав
- Майкл Грэйвз — вокал
- Джерри Онли — бас
- Doyle Wolfgang von Frankenstein — гитара
- Dr. Chud — ударные
- Daniel Rey — клавишные

## Дополнительные факты
- Грэйвс перезаписал «Dig Up Her Bones» в 2013 году для альбома-антологии The Lost Skeleton Returns[5] и в 2018 году в акустической версии для альбома Keys.